# Странный Эл
«Странный Эл» (англ. Weird: The Al Yankovic Story) — американский биографический комедийный фильм режиссёра Эрика Аппеля, с 
Дэниелом Рэдклиффом в главной роли. Также в проекте приняли участие актёры Эван Рэйчел Вуд, Рэйн Уилсон, Тоби Хасс и Джулианна Николсон. Сценарий был написан Аппелем совместном со «Странным Элом» Янковичем и базируется на биографии последнего. Премьера кинокартины состоялась 4 ноября 2022 года на стриминговом сервисе The Roku Channel. Фильм получил высокие оценки от профильной прессы и был отмечен премией «Эмми» за «Лучший телефильм».

## Сюжет
Маленький Альфред (Эл) Янкович увлекается пародированием песен, что вызывает недовольство его отца. Мама Эла в тайне от отца покупает ему аккордеон. Будучи подростком Эл однажды ночью сбегает на вечеринку, которую накрывает полиция. Отец в ярости находит в кладовке аккордеон и разбивает его. Он считает занятие музыкой баловством и хочет, чтобы сын пошёл по его стопам и устроился работать на фабрику. Повзрослев Эл съезжает от родителей. Он живёт в съёмной квартире со своими друзьями: Стивом, Джимом и Бермудой. Эл ходит по объявлениям в поисках работы в музыкальной группе, но аккордеонист никому не нужен.
Готовя бутерброд с болонской колбасой и слушая по радио песню «My Sharona» группы The Knack, Эл придумывает пародию «My Bologna». В туалете на вокзале друзья помогают ему записать эту песню. Эл отправляет запись на радио в юмористическое шоу и неожиданно его песню ставят в эфир. Окрылённый успехом Эл отправляется на студию звукозаписи Scotti Brothers Records, где представляет руководству свою песню. Братья Скотти, однако, лишь смеются над ним. По их мнению, в пародиях нет никакого смысла. Публика скорее купит оригинальную песню, чем пародию на неё. Тем не менее, братья советуют ему написать ещё несколько песен и потренироваться выступать на публике.
Первое выступление Эла проходит в байкерском баре, где Эл исполняет песню про мороженое «I Love Rocky Road», пародирующую хит «I Love Rock ’n’ Roll». Элу аккомпанируют его соседи по квартире. Выступление Эла имеет успех. В зале присутствует радиоведущий Доктор Дементо, который предлагает Янковичу стать его менеджером. Он же придумывает для него сценический псевдоним «Странный Эл». На вечеринке у Доктора Дементо его соперник диджей Оборотень Джек требует от Эла проявить свой талант и сходу придумать пародию на «Another One Bites the Dust» группы Queen. При этом на вечеринке помимо других знаменитостей присутствует басист группы Джон Дикон. Эл придумывает пародию «Another One Rides the Bus», что производит впечатление на гостей. Эл заключает контракт со звукозаписывающей компанией, его дебютный альбом становится мультиплатиновым. На фоне популярности пародий Янковича продажи увеличиваются и у объектов этих пародий. Эла приглашают на шоу Опры Уинфри.
Эл разговаривает по телефону с мамой. Из разговора он узнаёт, что несмотря на его успех, отец всё ещё относится к нему пренебрежительно. Доктор Дементо предлагает Элу попробовать написать оригинальную песню, а не пародию. Эл случайно макает начос в гуакамоле с ЛСД, а придя в себя после наркотического трипа, сочиняет песню «Eat It». В особняк Эла приходит Мадонна. Она начинающая певица, и её карьере нужен толчок. Мадонна просит Эла написать пародию на её песню «Like a Virgin», что привлечёт к ней интерес. Эл отказывает ей, так как он уже отошёл от пародий и хочет писать оригинальную музыку. Тем не менее, с Мадонной у Эла завязываются отношения, хотя Доктор Дементо и участники группы Эла предупреждают его, что певица плохо на него влияет. Далее Эл узнаёт, что Майкл Джексон из группы The Jackson 5 выпустил песню «Beat It», пародию на его «Eat It». Расстроенный Эл попадает в автомобильную аварию, что едва не приводит к летальному исходу. В больнице он сочиняет «Like a Surgeon», которую тем же вечером исполняет на концерте. Однако, узнав о том, что последняя песня в программе концерта — «Eat It», Янкович напивается и со сцены оскорбляет зрителей, и его арестовывают.
Вернувшись из-под ареста, Эл признаётся Мадонне в том, что он боится, что отпугнул от себя всех, кому был небезразличен, и что лишь она одна у него осталась. Внезапно Мадонну похищают люди наркобарона Пабло Эскобара. Элу приходится отправиться в колумбийские джунгли, чтобы спасти свою девушку. На деле оказывается, что Эскобар большой поклонник Янковича и таким образом он лишь хотел заманить его на свой день рождения. Эл убивает Эскобара, когда узнаёт, что тот считает «Eat It» пародией на «Beat It». В это же время он разочаровывается в Мадонне, так как та предлагает прибрать к рукам наркокартель Эскобара и торговать наркотиками.
Эл отправляется в родительский дом и устраивается работать на фабрику, как всю жизнь мечтал его отец. Отец Эла, однако, сообщает ему, что эта работа не для него, что он должен сочинять песни и петь. Дома отец рассказывает, что у него самого было тяжёлое детство, так как он вырос в общине амишей. По мотивам рассказов своего отца Эл пишет песню «Amish Paradise». Янкович получает музыкальную награду, но прямо во время церемонии его убивает киллер, нанятый Мадонной.
В сцене после титров пришедшая на могилу Эла Мадонна кладёт на неё розу, но как только наркобаронесса собирается уйти, из-под земли высовывается рука Эла, крепко вцепляющаяся в её руку.

## В главных ролях
- Дэниел Рэдклифф — «Странный Эл» Янкович
- Эван Рэйчел Вуд — Мадонна
- Рэйн Уилсон — Доктор Дементо[англ.]
- Тоби Хасс — Нил Янкович, отец Эла
- Джулианна Николсон — Мэри Янкович, мать Эла
- Квинта Брансон — Опра Уинфри
- Спенсер Трит Кларк — Стив Джей[англ.]
- Артуро Кастро[англ.] — Пабло Эскобар
- Джек Блэк — Оборотень Джек[англ.], диджей
- Дэвид Дастмалчян — Джон Дикон
- Дидрих Бадер — Эл-рассказчик
- Странный Эл Янкович — Тони Скотти[англ.], владелец лейбла
- Уилл Форте — Бен Скотти[англ.], совладелец лейбла

## Производство
В 2010 году юмористический портал Funny or Die выпустил фейковый трейлер сатирической биографической драмы под названием Weird: The Al Yankovic Story режиссёра Эрика Аппеля с Аароном Полом в роли главного героя. Среди дополнительных актёров в трехминутном трейлере поучаствовали: сам Янкович, Оливия Уайлд, Гэри Коул, Мэри Стинберген и Паттон Освальт. 18 января 2022 года был анонсирован полноценный одноимённый фильм с Дэниелом Рэдклиффом в главной роли. Функции режиссёра и исполнительного продюсера фильма остались за Аппелем, сценарий был написан им же в соавторстве с Янковичем. В одном из интервью Аппель в шутку сказал: «Когда Эл впервые встретился со мной и заставил выслушать историю своей жизни, я подумал — „полная брехня, но мы обязательно должны снять об этом фильм“». По мнению Рэдклиффа, причиной его утверждения на главную роль стало появление актёра на «Шоу Грэма Нортона», в ноябре 2010 года, где он спел песню The Elements Тома Лерера перед «Колином Фарреллом» и Рианной: «Думаю, Эл увидел мой перформанс и поймал себя на мысли: „А что, этот парень сечёт фишку“. И поэтому он выбрал меня». По задумке режиссёра, Пол всё же должен был появиться в фильме в небольшом эпизоде, однако актёр заболел COVID-19 в период съёмок.
Основные съемки начались 10 февраля 2022 года в Лос-Анджелесе. В марте Эван Рэйчел Вуд, Рэйн Уилсон, Тоби Хасс и Джулианна Николсон были утверждены на вспомогательные роли. Рэдклифф закончил съёмки сцен со своим участием через шестнадцать дней — 4 марта. Остальные съёмки завершились 8 марта. Таким образом, весь съёмочный процесс занял восемнадцать дней.

## Отзывы критиков
Рейтинг картины на сайте-агрегаторе Rotten Tomatoes составляет 84 % на основе 158 обзоров со средней оценкой 7,2/10. Консенсус веб-сайта гласит: «В удачно подобранном глуповатом стиле фильм пародирует стандартную биографическую формулу с максимально добродушной самоотверженностью, на которую и рассчитывают фанаты». Средняя оценка ленты на сайте Metacritic составляет 73 балла из 100 на основе 24 критиков, что соответствует вердикту «в целом положительные отзывы».
Оуэн Глейберман из Variety отметил: «Фильм достаточно остроумен и изобретателен, чтобы поддерживать интерес и не превратиться в проект одной шутки, сценку из SNL, что могло бы произойти в менее умелых руках. Главная шутка фильма заключается в том, что вся карьера „Странного Эла“ Янковича была шуткой — не только потому, что он создавал дурацкие и смешные версии песен других людей, но и потому, что то, что он делал, превращало его в короля пародий».
За роль «Странного Эла» Янковича Дэниел Рэдклифф получил номинацию на премию «Эмми» в категории «Лучший актёр в мини-сериале или телефильме».